# Aphandra natalia
Aphandra natalia – gatunek rośliny z rodziny arekowatych (Arecaceae). Reprezentuje monotypowy rodzaj Aphandra A.S. Barfod, Opera Bot. 105: 44. 13 Feb 1991. Występuje w Ameryce Południowej w Ekwadorze na wschodnich stokach Andów (prowincja Tungurahua) i dalej schodzi na niziny Amazonii, sięgając do zachodniej Brazylii (stany Amazonas i Acre). W naturze nie przekracza rzędnej 800 m n.p.m., ale wyżej palma ta bywa uprawiana. Dostarcza jadalnych owoców, kwiatostany są zjadane przez bydło. Sztywne włókna z nasad liści (piasawa) służą do wyrobu mioteł i szczotek, z włókien tych sporządzane są także strzałki (lotki) do dmuchawek. Same liście wykorzystywane są w plecionkarstwie. Twarde bielmo z nasion służy jako zamiennik kości słoniowej.

## Morfologia
PokrójPalma o pojedynczej kłodzinie, której wysokość nie przekracza 2 m. Pędy bez kolców.
LiściePierzasto złożone, mocno włókniste na brzegach pochew liściowych, z włóknami długimi i sztywnymi. Listki regularnie ułożone wzdłuż osi liścia, lancetowate, silnie i długo zwężone u nasady, z wyraźnym grzbietem.
KwiatyJednopłciowe (rośliny dwupienne), zebrane w różniące się od siebie kwiatostany męskie i żeńskie, w czasie kwitnienia zwisające. Pochwa u nasady kwiatostanu zwykle pokryta łuseczkami. Kwiatostany męskie z krótkimi rozgałęzieniami, tylko I rzędu, na których kwiaty tworzą skupienia po 4, rzadko 5 lub 6. Dno kwiatowe jest w nich wydłużone (tworzy nibyszypułkę), pręcików jest 450–650, a okwiat zredukowany. Kwiatostany żeńskie w postaci główek składających się z 30–50 kwiatów. Mają one wydłużone i mięsiste listki okwiatu. Słupkowie powstaje z 5–10 owocolistków, zwieńczone jest długimi szyjkami.
OwoceKuliste, sześcionasienne pestkowce rozwijające się w główkach. Na powierzchni brodawkowate i zwieńczone dzióbkiem na szczycie z pozostałości szyjek słupka. Mezokarp włóknisty. Bielmo w nasionach bardzo twarde.

## Systematyka
Pozycja systematyczna
Rodzaj należy do rodziny arekowatych (Arecaceae), a w niej grupowany jest z dwoma innymi (Phytelephas i Ammandra) albo w podrodzinę Phytelephantoideae Drude, 1887, albo w plemię Phytelepheae w obrębie podrodziny Ceroxyloideae. 